# Broknattsländor
Broknattsländor (Phryganeidae) är en familj i insektsordningen nattsländor. 
Broknattsländor finns vid olika vattendrag, främst på norra halvklotet, och de vuxna insekterna återfinns i närheten av vattendrag eller vattenansamlingar, som floder, bäckar, sjöar och våtmarker.
Broknattsländornas larver lever i vatten och hör till de nattsländelarver som brukar kallas för husmaskar, då de bygger ett yttre skydd eller "hus" av växtmaterial. Detta är vanligen format som ett rör. Larverna är rovdjur och födan består av olika små vattenlevande djur, som andra insektslarver, små kräftdjur och maskar. Som fullbildade insekter, imago, har många arter en gråaktig till brunaktig, fläckig teckning.
I Sverige finns 17 arter i 8 olika släkten.